# Sylvie Douche
Sylvie Douche est une musicologue et pianiste française, née en 1966.

## Biographie
Après des études de musicologie à Paris-Sorbonne et au Conservatoire de Paris, Sylvie Douche effectua un diplôme de troisième cycle en histoire de l’art et en littérature comparée.
Pianiste, agrégée, docteur et maître de conférence habilitée en musicologie à Sorbonne-Université, elle s’intéresse aux liens unissant musique et texte littéraire, notamment ceux entre la musique et le théâtre, et publie essentiellement sur la musique française des XIXe et XXe siècles.
Outre de nombreux articles, elle a édité un dossier de presse des Barbares de Camille Saint-Saëns et de la correspondance autour de Bruneau et Charpentier ou Massenet et Humperdinck. Puis elle a dirigé un ouvrage consacré à Maurice Emmanuel, ainsi qu’un collectif sur les musiques de scène sous la IIIe République.
En co-direction, sont parus un livre sur Charles Koechlin, un livre sur Pelléas et Mélisande de Claude Debussy, ainsi qu'un livre sur Roland Barthes et la musique. Par ailleurs, une étude des correspondances musicales de guerre a vu le jour et peu après, une édition critique de l’Amphitryon de Maurice Emmanuel ainsi qu’une monographie sur le mélodrame français de la Belle Époque. Ses recherches concernent également le répertoire pianistique de cette époque et les études interprétatives.
Membre de l’Institut de Recherche en Musicologie (IReMus), fréquemment invitée dans des universités étrangères, elle a fondé les Petites biennales de musique française et anime un séminaire doctoral et post-doctoral intitulé Paroles et musiques.

## Publications

### Ouvrages
- Barthes et la musique, avec Claude Coste, Presses universitaires de Rennes, 2018.
- Musiques de scène sous la IIIe République, Lyon : Microsillon, 2018, 280 pages.  (ISBN 978-2-9553842-2-0)
- Le mélodrame français Belle Époque, résurgences, métamorphoses et enjeux, le cas de l'adaptation musicale, Nîmes, Antipode-Éditions du Puits de Roulle, 2016.
- Pelléas et Mélisande, cent ans après : études et documents, coordonné avec Jean-Christophe Branger et Denis Herlin, préface de Pierre Boulez (1925-2016), Lyon : Symétrie, 2013, 624 pages.  (ISBN 978-2-914373-85-2)
- Correspondances inédites à des musiciens francais: 1914-1918, Paris, L'Harmattan, 2012.
- Charles Koechlin, compositeur et humaniste, avec Philippe Cathé et Michel Duchesneau, Vrin, Paris, 2010, 609 pages.  (ISBN 978-2-7116-2316-7)
- Essai philologique pour l'étude comparée d'une poïétique: les arts aux salons des XX et de la Libre Esthétique (Bruxelles, 1884-1914), thèse de doctorat, sous la direction de Michèle Barbe, 1998.

### Articles
- Une œuvre vocale délestée du poids des mots, didactique et novatrice : Le Pain quotidien, in: André Caplet, compositeur et chef d’orchestre, dirigé par Denis Herlin et Cécile Quesney, Paris : Société française de musicologie, 2020, pages 347-374.
- Parodos, in: Musiques de scène sous la IIIe République, Lyon : Microsillon, 2018, pages 7-26.
- Transcription littérale du carnet de notes de Maurice Emmanuel au sujet des échanges Debussy-Guiraud (1889-1890), in: Pelléas et Mélisande, cent ans après : études et documents, coordonné avec Jean-Christophe Branger et Denis Herlin, Symétrie, 2013, pages 279-287.
- La première étude monographique consacrée à Pelléas et Mélisande : Maurice Emmanuel en 1926, in: Pelléas et Mélisande, cent ans après : études et documents, coordonné avec Jean-Christophe Branger et Denis Herlin, Symétrie, 2012, pages 135-163.
- Les cantates de Xavier Leroux aux prix de Rome de 1884 et 1885, in: Le Concours du prix de Rome de musique (1803-1968), coordonné par Julia Lu et Alexandre Dratwicki, Symétrie, 2011, pages 301-321.